# Martin Valjent
Martin Valjent (* 11. Dezember 1995 in Dubnica nad Váhom) ist ein slowakischer Fußballspieler.

## Karriere

### Verein
Valjent begann beim in seinem Geburtsort ansässigen MFK Dubnica mit dem Fußballspielen und rückte mit 16 Jahren in die erste Mannschaft des Vereins auf. Für den Zweitligisten bestritt er in der Saison 2012/13 seine ersten 14 Punktspiele im Seniorenbereich, bevor er nach Italien zu Ternana Calcio wechselte. Für den Zweitligisten bestritt er bis 2017 insgesamt 99 Ligaspiele, in denen er zwei Tore erzielte. Anschließend wurde er vom Erstligisten Chievo Verona verpflichtet, bestritt für diesen jedoch kein einziges Pflichtspiel, sondern wurde er zweimal über Leihgeschäfte an andere Vereine abgegeben. Das erste Leihgeschäft führte zurück zu Ternana Calcio, für den er in der Zweitligasaison 2017/18 38 von 42 Ligaspielen bestritt und drei Tore erzielte. Als Letztplatzierter in einem Teilnehmerfeld von 22 Mannschaften stieg sein Verein in die Serie C ab. Es folgte eine Saison für den spanischen Zweitliganeuling RCD Mallorca, für den er 29 Ligaspiele – sowie alle vier der aufgrund des fünften Platzes erreichten Ausscheidungsspiele um den Aufstieg erfolgreich bestritt. Anschließend wechselte er fest zu Mallorca und ist somit seit dem 1. Juli 2019 dauerhafter Vertragsspieler des „Inselvereins“. Einer Fahrstuhlmannschaft gleich, waren seine ersten vier Jahre der Vereinszugehörigkeit von jährlichen Auf- und Abstiegen geprägt; am Ende der Saison 2021/22 blieb ihm und seine Mannschaft der Abstieg aus der Primera División knapp erspart.

### Nationalmannschaft
Nachdem Valjent in einem Zeitraum von vier Jahren insgesamt 27 Länderspiele für die slowakischen Nachwuchsnationalmannschaften der Altersklassen U18, U19, U20 und U21 bestritten hatte, debütierte er am 4. Juni 2018 für die A-Nationalmannschaft bei der 1:2-Niederlage im Freundschaftsspiel gegen die A-Nationalmannschaft Marokkos in Genf, als er in der 79. Spielminute für Tomáš Hubočan eingewechselt wurde.

## Erfolge
- Aufstieg in die Primera División: 2019, 2021